# Memoriál Evžena Rošického
Memoriál Evžena Rošického byl v letech 1947 až 1989 mezinárodní atletický mítink, pořádaný v Praze, který byl pojmenován po českém atletu a novináři Evženu Rošickém.

## Historie
První ročník se konal v Praze ve dnech 24. – 25. června 1947 v Praze na Strahově. Emil Zátopek tehdy zde vytvořil nový československý rekord v běhu na 5 000 metrů časem 14.08,2. Další ročník mítinku se uskutečnil o dva roky později, poté následovala pětiletá přestávka. V roce 1954 byl mítink obnoven a od té doby se konal každoročně až do roku 1989. 

## Místo konání
Až do roku 1965 se Memoriál Evžena Rošického konal v Praze na Strahově, následujících šest ročníků se uskutečnilo  v pražském Edenu. Od roku 1972 se pořadatelství vrátilo opět na Strahov. V roce 1975 byl strahovský stadion přejmenován na Stadion Evžena Rošického. Ročníky 1976 a 1977 se uskutečnily mimořádně (v souvislosti s přípravou Mistrovství Evropy v atletice 1978) na stadionu Dukly Praha na Julisce.